# Liste der Einträge im National Register of Historic Places im Lee County (Alabama)
Die Liste der Registered Historic Places im Lee County führt alle Bauwerke und historischen Stätten im Lee County in Alabama auf, die in das National Register of Historic Places aufgenommen wurden.

## Aktuelle Einträge
| Lfd. Nr. | Name                                         | Bild | Datum der Eintragung | Adresse/Lage | Ort            | ID-Nr.   | Beschreibung                                        |
| -------- | -------------------------------------------- | ---- | -------------------- | --- | -------------- | -------- | --------------------------------------------------- |
| 1        | Auburn Players Theater                       |      | 22. Mai 1973         | College Ave. at Thach St.                                                                                          | Auburn         | 73000351 |                                                     |
| 2        | Auburn University Historic District          |      | 3. Juni 1976         | Auburn University campus                                                                                           | Auburn         | 76000338 |                                                     |
| 3        | Cullars Rotation                             |      | 18. Apr. 2003        | Woodfield Dr., E of US 29                                                                                          | Auburn         | 03000231 |                                                     |
| 4        | Dr. Andrew D. McLain Office and Drug Store   |      | 3. Feb. 1983         | Main and Crawford Sts.                                                                                             | Salem          | 83002978 |                                                     |
| 5        | Dr. J. W. Darden House                       |      | 12. Aug. 2009        | 1323 Auburn St. | Opelika        | 09000605 |                                                     |
| 6        | Ebenezer Missionary Baptist Church           |      | 21. Apr. 1975        | Thach St. and Auburn Dr. S                                                                                         | Auburn         | 75000317 |                                                     |
| 7        | Franklin Yarbrough Jr. Store                 |      | 29. Juni 1989        | Co. Hwy. 68 | Beaulah        | 89000309 |                                                     |
| 8        | Geneva Street Historic District              |      | 15. Sep. 1987        | Roughly bounded by S. Seventh, Glenn, Stowe, Geneva, and S. Tenth Sts., and Ave. C                                 | Opelika        | 87000981 |                                                     |
| 9        | Jenkins Farmhouse                            |      | 15. Jan. 2008        | 1190 Co. Rd. 38 | Dupree         | 07001390 |                                                     |
| 10       | Lee County Courthouse                        |      | 23. Juli 1973        | S. 9th St. between Aves. A and B                                                                                   | Opelika        | 73000353 |                                                     |
| 11       | Loachapoka Historic District                 |      | 11. Mai 1973         | Both sides of AL 14 in Loachapoka                                                                                  | Loachapoka     | 73000352 | Auch bekannt als Ruth Purdy Speake Historic Site    |
| 12       | Lowther House Complex                        |      | 16. Sep. 1993        | Lee Co. Rd. 318 | Smiths Station | 93000986 |                                                     |
| 13       | Noble Hall                                   |      | 24. März 1972        | 3 mi. N of Auburn on Shelton Mill Rd.                                                                              | Auburn         | 72000163 | Auch bekannt als Frazer-Brown-Pearson Home          |
| 14       | Northside Historic District                  |      | 31. Dez. 2001        | Roughly Bounded by 7th Ave., 3rd St., 2nd Ave., and N. 11th St.                                                    | Opelika        | 01001409 |                                                     |
| 15       | Old Main and Church Street Historic District |      | 19. Okt. 1978        | Roughly bounded by E. Drake Ave., Western RR of Alabama, N. Gay St., N. College St. and Bragg Ave. and Warrior Ct. | Auburn         | 78003194 |                                                     |
| 16       | Old President’s Mansion                      |      | 29. Aug. 2003        | 277 W. Thach Ave., Auburn University                                                                               | Auburn         | 03000423 | Auch bekannt als Katharine Cooper Cater Hall        |
| 17       | Old Rotation                                 |      | 14. Jan. 1988        | Auburn University                                                                                                  | Auburn         | 87002390 |                                                     |
| 18       | Railroad Avenue Historic District            |      | 30. Aug. 1984        | Roughly bounded by 7th and 10th Sts., 1st Ave. and Ave. B                                                          | Opelika        | 84000640 |                                                     |
| 19       | Robert Wilton Burton House                   |      | 8. Mai 1980          | 315 E. Magnolia St.                                                                                                | Auburn         | 80000701 |                                                     |
| 20       | Scott-Yarbrough House                        |      | 16. Apr. 1975        | 101 DeBardeleben St.                                                                                               | Auburn         | 75000318 | Auch bekannt als Pebble Hill                        |
| 21       | Spring Villa                                 |      | 3. Jan. 1978         | 6 mi. (9,6 km) SE of Opelika on Spring Villa Rd.                                                                   | Opelika        | 78000494 |                                                     |
| 22       | Summers Plantation                           |      | 21. Feb. 1991        | 475 Lee Rd. 181 | Opelika        | 91000095 |                                                     |
| 23       | Sunny Slope                                  |      | 12. März 2009        | 1031 S. College St.                                                                                                | Auburn         | 08001116 |                                                     |
| 24       | Auburn City Hall                             |      | 21. Juni 1983        | 144 Tichenor Ave.                                                                                                  | Auburn         | 83002979 |                                                     |
| 25       | U.S. Post Office                             |      | 18. Nov. 1976        | 701 Ave. A | Opelika        | 76000339 | Auch bekannt als George W. Andrews Federal Building |